# Karl-May-Gesellschaft
Die Karl-May-Gesellschaft (KMG) wurde 1969 gegründet und beschäftigt sich mit Leben und Werk des Schriftstellers Karl May. Sie ist Herausgeberin der Jahrbücher der Karl-May-Gesellschaft (JbKMG), die seit 1970 erscheinen, der Vierteljahrshefte Mitteilungen der Karl-May-Gesellschaft (M-KMG) und KMG-Nachrichten sowie von Sonderheften, Materialienbänden und Nachdrucken von Mays Werken. Sie zählt etwa 1.700 Mitglieder; aktueller Vorsitzender ist Florian Schleburg, seine Stellvertreter Hartmut Vollmer und Joachim Biermann. Alle zwei Jahre führt sie einen Kongress durch, zuletzt 2011 in Wolfenbüttel, 2013 in Radebeul, 2015 in Bamberg, 2017 in Bad Kösen, 2019 in Mainz sowie – nach pandemiebedingter Verschiebung – im Oktober 2022 in München.
Auf der Website gibt es vielfältige Informationen zu May; viele der Publikationen liegen als Scans vor, May-Texte als digitale Nachdrucke. Es gibt umfangreiche Kataloge zur Sekundärliteratur und das wohl ausführlichste Linkverzeichnis. Mitglieder der Gesellschaft setzen seit Juni 2007 in Zusammenarbeit mit dem Karl-May-Verlag (Bamberg) und der Karl-May-Stiftung die historisch-kritische Ausgabe der Werke Karl Mays fort.

## Geschichte und Aufgabe
Die Karl-May-Gesellschaft war die erste Organisation, die sich kritisch mit dem Werk und dem Leben Karl Mays auseinandersetzte. Sie ist bis heute eine der mitgliederstärksten literarischen Gesellschaften des deutschsprachigen Raums, steht allerdings mittlerweile mit einer Vielzahl von Karl-May-Vereinigungen & Periodika, wie z. B. Karl May & Co., „Karl-May-Haus Information“, den verschiedenen Förder- und Freundeskreisen sowie diversen Internetseiten in Konkurrenz. Im Gegensatz zu diesen hält sie jedoch bislang strikt an ihrer Selbstverpflichtung zu einem rein wissenschaftlichen Umgang mit dem Populär-Phänomen Karl May fest.
Die KMG hat heute eine gehobenere Altersstruktur. Im Zuge einer vorsichtigen Modernisierung wurde das „Jahrbuch der Karl-May-Gesellschaft“, das Hauptpublikationsorgan, in den vergangenen Jahren inhaltlich weiter geöffnet (Karl-May-Filme, Karl-May-Festspiele, Karl-May-Hörspiele, Karl-May-Bearbeitungen, Karl-May-Fortschreibungen usw.).
Die KMG gehört zu den Gründungsmitgliedern des Dachverbandes Arbeitsgemeinschaft Literarischer Gesellschaften und Gedenkstätten. 2002 bekam die Gesellschaft den Hartmut-Vogel-Preis für Literaturvermittlung der Arbeitsgemeinschaft Literarischer Gesellschaften und Gedenkstätten (ALG) verliehen.

## Vorsitzende
- 1969–1971: Bernhard Scheer
- 1971–1999: Claus Roxin
- 1999–2006: Reinhold Wolff
- 2007–2019: Johannes Zeilinger
- Seit 2019: Florian Schleburg[3]

## Zitat
„Zumindest dies haben die Texte des Autodidakten Karl May mit ganz großer Literatur gemeinsam: sie werden immer ergiebiger, je mehr Wissen über das Wesen und die Geschicke ihres Autors, über ihre Entstehungs-, Publikations- und Rezeptionsbedingungen wir zur Begegnung mit ihnen mitbringen.
Karl May in diesem Sinn ergiebig gemacht zu haben (nachdem sie ihn überhaupt erst verfügbar gemacht hatte), ist das Hauptverdienst der Karl-May-Gesellschaft in den ersten 50 Jahren ihres Bestehens. Karl May, den Betrüger und Missionar von eigenen Gnaden, den Abschreiber und Weltenschöpfer, den Selbstvermarkter und Menschheitspropheten, in seiner ganzen Vielschichtigkeit im Gespräch (und damit für künftige Generationen überhaupt verfügbar) zu halten, wird ihre Hauptaufgabe und ihr Hauptvergnügen sein, wenn die gesamtgesellschaftlichen Entwicklungen die Lektüre gedruckter Texte aus dem 19. und 20. Jahrhundert – am Ende gar ‚in altdeutscher Schrift‘ – zu einem Nischenphänomen degradieren ... 
– während Europa ironischerweise mit denselben Gespenstern ringt wie in den Jahren, die den Indianerschriftsteller zum Friedenskämpfer machten.“